# Cyberpunk 3.0
Cyberpunk 3.0 (ou Cyberpunk v3.0) est la troisième édition du jeu de rôles. La seconde édition, Cyberpunk 2020 est l'une des plus connues du mouvement cyberpunk, principalement illustrée dans la littérature par William Gibson et éditée par R. Talsorian Games.
Le monde décrit dans Cyberpunk 3.0 est très différent de la version précédente, ce qui a pu perturber certains anciens joueurs. Par exemple, le fait que l'internet international n'existe plus (ou n'est plus hackable), ou que les grandes multinationales aient laissées la place à plusieurs Néo-corps plus petites font partie des grands changements par rapport à l'ancienne version.

## Classes de personnage
Cyberpunk 3.0 différencie les personnages en différentes classes, ou plutôt Alt-Kult (de l'allemand Alternativ Kultur). Chaque Alt-Kult correspond à un mode de pensée et a sa technologie associée. Un personnage ne peut  en principe faire partie que d'un seul Alt-Kult. Il est toutefois possible d'envisager des personnages ne faisant pas partie des différents Alt-Kult et utilisant surtout des objets de la vie courante ou des anciennes technologies issues de Cyberpunk 2020.
Ci-dessous sont expliquées les 6 Alt-Kult de Cyberpunk 3.0 et le type de technologie qui y est associé.

### Edgerunners
Ce sont les personnages les plus proches des anciens cyberpunks de la version Cyberpunk 2020. Ce sont des rebelles qui agissent contre les Neo-Corps et cherchent à vivre leur vie pleinement, « sur le haut de la vague », d'où leur nom.
Leur technologie est axée sur des mécanismes branchés sur un système nerveux auxillaire électronique. Divers bijoux fixés à des endroits précis remplissent ainsi leur fonction sur une impulsion de la pensée. Par exemple, un simple bracelet se transformera en pistolet semi-automatique directement relié au cerveau en une fraction de seconde.

### Reef
Ce sont des habitants sous-marins provenant des villes de la côte ouest des États-Unis qui ont été englouties. Leur principal ennemi, en dehors des Neo-corps, sont les Riptides.
Leur technologie est axée sur de la transformation rapide par ADN viral. Ceci leur permet de transformer intégralement leur corps selon des schémas préconcus.

### Desnai
Déformation du nom Disney, les Desnai sont issus des anciens parcs d'attractions Disney et gardent le plus souvent des enclaves désignées pour rendre l'illusion d'une autre époque, comme dans ces parcs.
Leur technologie est basée sur des robots dirigés par la pensée, qui peuvent leur servir d'ustensiles, de caméra volante, voire de moyen de transport blindé et armé, comme les mechas des mangas.

### Rolling State
Les membres de L'État roulant des États-Unis (État supplémentaire et imaginaire issu de l'univers du jeu de rôle Cyberpunk) sont des gens qui aiment vivre sur la route, et bouger souvent. Ils sont comparables à Mad Max, comme le type de personnage Nomad l'était pour Cyberpunk 2020.
Leur technologie est axée sur la nanotechnologie, qui leur permet une certaine régénération et aussi de se synchroniser avec leurs armes si elles sont prévues pour.

### Riptide
Habitants de la mer, au contraire des Reefs, les Riptides vivent à la surface de l'eau, dans l'océan pacifique (d'où l'animosité réciproque entre les reefs et les riptides). Ce sont principalement des pirates.
Leur technologie est basée sur la génétique. Des animaux génétiquement modifiés, qui ressemblent à des chimères (et sont stériles pour des raisons d'éthique évidentes), leur servent d'outils ou d'armes. Pour s'assurer leur loyauté, ces animaux se nourrissent de phéromones produites par les Riptides (eux aussi génétiquement modifiés, au moins pour ceci).

### Corpore Metal
Des cyborgs totaux, les membres de la Corpore Metal abandonnent leur corps (à part pour leur cerveau) pour un corps totalement cybernétique, bien supérieur physiquement à un corps biologique. Ils sont généralement peu aimés des autres Alt-Kult, en raison de la cyberpsychose de l'ancien temps. Dans Cyberpunk 2020, un être trop cybernétique devient un fou psychopathe et tue tout le monde, jusqu'à se faire exécuter par le corps spécial du gouvernement s'occupant de ces cas.
Leur technologie est bien sûr leur corps cybernétique. Un cerveau dans une boîte crânienne en titane, des ressources alimentaires et en oxygène pour des semaines contenues dans le corps métallique, une fausse peau, voire du faux sang et de faux organes sexuels (pour éviter la cyberpsychose). Ils comportent des armes, des systèmes électroniques cachés et peuvent se transformer en moyen de transport.

## L'information
Notre monde est rempli d'informations circulant de par le monde entier. Dans Cyberpunk 3.0, ces informations ont été perdues ou sont devenues erronées pour la plupart, à cause de la façon dont l'internet est tombé.
Les gens ne sont donc pas d'accord sur les informations qu'ils croient détenir. Ainsi, le jeu se déroule en 203X, les gens n'étant pas d'accord sur l'année précise. C'est cette désinformation qui a, entre autres, augmenté l'animosité entre les différents modes de pensée des Alt-Kult.
Parallèlement, des banques de données sécurisées essayent de tracer la véracité de certaines informations, donnant un pourcentage sur la possibilité pour que cette information soit vraie. Un exemple est donné sur le site officiel.

## Night City
Le jeu est prévu pour se dérouler principalement dans une très grande ville nommée Night City.
Originellement, pour réparer San Francisco, détruite par une ogive nucléaire dans l'univers de Cyberpunk 3.0, certains ont construit une ville à l'aide de nanorobots. Détraqués, ces derniers se sont développés à grande allure sans jamais s'arrêter. Maintenant, la ville s'étend de l'Alaska (trop froid et chaud pour les nanomachines en question) jusqu'au Mexique (trop chaud) et de la côte ouest jusqu'aux montagnes (trop humide ou en pente pour les nanorobots). De plus, la ville s'étend verticalement, sur trois niveaux.
Les nanorobots de Night City, jamais désactivés, continuent le constant renouvellement de la ville. L'architecture de cette dernière est composée uniquement d'une dizaine de types de bâtiments différents, ce qui donne une certaine monotonie. Il y a bien trop d'habitations par rapport au nombre d'habitants, ce qui permet des squats importants, surtout dans les niveaux les plus profonds (les riches vivent au niveau le plus haut).
Certains bâtiments importants ou historiques sont conservés par des nanomachines qui font l'inverse des nanomachines habituelles de Night City : elles reprennent les composants des bâtiments nouvellement construits pour réparer le bâtiment à conserver.

## Technologie utilisée par tous
En dehors de la technologie relative à l'Alt-Kult, tout le monde à accès à certaines technologies de la vie courante (liste non exhaustive).
L'Agent est le téléphone portable du futur. Multi-fonction, il idéalise nos téléphones portables actuels. Il est le principal centre de divertissement/activités/moyen de contacter les gens. Il permet de se connecter sur un genre d'internet, mais impossible à hacker, selon le jeu.
N'importe quel vêtement, aussi fin soit-il, pourrait être pare-balles.
Les magasins n'existent que sous forme de distributeurs automatiques (qui parfois créent l'objet demandé sur commande).
Pour la joie des anciens netrunners (nom des hackers de l'univers cyberpunk), des réseaux locaux existent toujours, surtout dans les Neo-corps.
Au niveau internet, les programmes d'attaque et de défense des ordinateurs (appelés ice dans l'univers de Cyberpunk) peuvent se matérialiser dans le monde réel par l'intermédiaire de nano-poudre.
Le principal carburant est surnommé CHOOH² et est produit par différentes Neo-Corps.
Ce sont des Néo-Corps qui s'occupent des hôpitaux.
Les anciennes technologies provenant de Cyberpunk 2020 sont toujours disponibles, bien que mal vues et apportant leur lot de problèmes, dont la cyberpsychose.